# Muriel Evans
Muriel Evans, pseudonimo di Muriel Adele Evanson (Minneapolis, 29 luglio 1910 – Woodland Hills, 26 ottobre 2000), è stata un'attrice statunitense.

## Biografia
Figlia di immigrati norvegesi, rimase orfana di padre pochi mesi dopo la nascita e la madre si trasferì dal Minnesota in California, trovando un lavoro da cameriera nei First National Studios. Muriel, che già a 12 anni faceva parte di una compagnia teatrale, ottenne nel 1927 una piccola parte nel cortometraggio Sure Cure e in pochi altri fino al 1929, anno in cui sposò Michael Cudahy, appartenente a una ricca famiglia di industriali. 
Divorziata nel 1930, la sua carriera cinematografica riprese nel 1932 a fianco di Charlie Chase con alcuni cortometraggi, oltre che con una piccola parte ne Il compagno B con Stan Laurel e Oliver Hardy, ma trovò il successo soltanto dal 1935 recitando da protagonista in film western con John Wayne, Buck Jones o William Boyd, e chiudendo la sua carriera nel 1940 con due western a fianco di Tex Ritter. Il suo contributo al genere western le valse un Golden Boot Award.
Nel 1936 aveva sposato l'agente di teatro Marshall Worchester. Dopo la morte del marito, nel 1971, Muriel Evans lavorò come infermiera volontaria al Motion Picture and Television Country House Hospital di Woodland Hills, un istituto di riposo e di cura per ex-attori, dove risiedette stabilmente dopo aver subito un ictus nel 1994 - anno in cui ricevette il premio alla carriera della Way Out West Tent - e dove morì di tumore nel 2000. 

## Filmografia parziale
- Sure Cure  (1927)
- Crown Me  (1928)
- Joyland (1929)

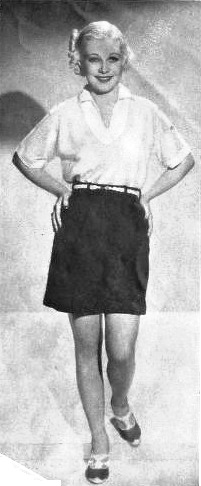
Muriel Evans nel 1934

- Peccatori (Sinners in the Sun), regia di Alexander Hall (1932)
- Il compagno B (1932)
- L'idolo delle donne (1933)
- Il rifugio (1934)
- Luci nel cuore (1934)
- The Roaring West (1935)
- The Throwback (1935)
- Uno sceriffo per Weather Spring (1935)
- Silver Spurs (1936)
- Il falco nero (1936)
- Il re dei Pecos (1936)
- Missing Girls (1936)
- The House of Secrets (1936)
- Smoke Tree Range (1937)
- Law for Tombstone (1937)
- Boss of Lonely Valley (1937)
- Westbound Stage (1939)
- Roll Wagons Roll (1940)